# Gott verhüte!
Gott verhüte! ist ein kroatischer Film aus dem Jahr 2013. Regie bei der schwarzhumorige Filmkomödie führte Vinko Brešan.

## Handlung
Auf einer idyllischen dalmatinischen Insel soll Don Fabijjan die Nachfolge des äußerst beliebten Dorfpfarrers übernehmen. Doch kaum einer nimmt ihn eigentlich ernst. Bei einer Beichte, als die Schlange bei seinem Vorgänger zu lange ist, erfährt er vom Kioskverkäufer Petar, dass dessen streng religiöse Frau die Verhütung für eine Sünde hält. Zusammen mit dem Kioskbesitzer entwickelt er einen „göttlichen“ Plan, um die Sünde aufzuheben: sie perforieren die Kondome, die dieser verkauft. Als dies jedoch zunächst keinen Nutzen bringt, weihen sie auch noch den patriotischen Apotheker Marin in die Sache ein, der die Pille durch Vitamintabletten ersetzt.
Zunächst gelingt dies auch: immer mehr Schwangerschaften kommen zustande, doch damit gehen auch Probleme einher. Neben einem Anstieg des Tourismus entstehen auch Zwangslagen und skurrile Situationen. So entdeckt Petars Frau Marta ein Kondom in der Pfarrei und informiert den Bischof. Anschließend wird sie aber von Don Fabijan und ihrem Mann in den Plan eingeweiht. Bei einem Neugeborenen kann der Vater nicht richtig zugeordnet werden und die vier beschließen den aussichtsreichsten Kandidaten zu wählen. Dieser wird daraufhin mit der Mutter zwangsverheiratet. Später wird ein Waisenkind vor dem Haus des Pfarrers abgelegt, das er an Petar und dessen Frau weitergibt, die versuchen es nach einer vorgetäuschten Schwangerschaft als ihr Kind auszugeben. Als ein angehender Vater plötzlich verstirbt, werden dessen Eltern informiert, die jedoch das Mädchen, das eine Abtreibung vornehmen will, sicherheitshalber entführen, um die Abtreibung zu verhindern. Später kommt es dennoch zu einer Fehlgeburt nach einem fehlgeschlagenen Abtreibungsversuch durch die Mutter.
In einer Nacht überschlagen sich die Ereignisse. Zum einen findet Fabijan heraus, dass das abgelegte Kind von einer Verrückten aus dem Dorf stammt. Daraufhin will Petar das Kind (gegen den Willen seiner Frau) zurückgeben, während gleichzeitig einer der Zwangsverheirateten betrunken randaliert. Gerade als die Situation eskaliert, treibt eine Leiche an. Es handelt sich um eine der Chorsängerinnen. Bei einer Beichte gesteht ihm sein Amtsvorgänger für deren Tod verantwortlich zu sein, da er das Mädchen geschwängert hat. Da es sich um ein Beichtgeheimnis handelt, darf Don Fabijan es nicht weitertragen.
Etwas später: Don Fabijan, am Ende seiner Kräfte und an einem Tumor erkrankt, offenbart sich einem weiteren Pfarrer, indem er die Beichte ablegt und gibt so – wieder durch das Beichtgeheimnis – diesem die Bürde mit.

## Hintergrund
Der Film wurde auf der Insel Prvić in der Adria gedreht.
In Kroatien wurde der Film ein großer Hit. Der Film mischt typische Elemente der Balkankomödie mit Versatzstücken der Commedia dell’arte. Der Spott zielt vor allem auf die Bigotterie des Katholizismus, neben der Haltung der katholischen Kirche zur Empfängnisverhütung werden auch Pädophilie, Homosexualität und Übertritte des Zölibats thematisiert. Dabei beginnt der Film als Komödie, um anschließend ins Tragische zu kippen.

## Auszeichnungen
Der Film war 2013 beim Europäischen Filmpreis als beste Komödie nominiert. Beim portugiesischen Filmfestival Festróia war der Film 2014 Preisträger des Goldenen Delphins für den besten Film. Beim Neiße Filmfestival erhielt der Film den Publikumspreis.

## Kritik
Christiane Peitz bewertete den Film im Tagesspiegel als positiv und lobte ihn als „eine gewitzte kroatische Volkskomödie, klüger, abgründiger, böser.“ In der katholische Filmfachzeitschrift Filmdienst lobte Wolfgang Hamdorf den Film:

„Was als leichte Sommerkomödie mit schwarzem Humor und witziger Gesellschaftskritik beginnt, endet als Drama – doch das Beichtgeheimnis verpflichtet zum Schweigen. Dieser Sprung vom Heiter-Bissigen in die Tragödie ist riskant, aber notwendig: ein harter Verfremdungseffekt, der nachdenklich macht.“

Birgit Roschy von epd film zeigt sich vor allem von der langsamen Entwicklung von einer schwarzhumorigen Komödie zu einer Tragödie begeistert:

„Dank des ausgefeilten Drehbuchs, in dem skurrile Nebenfiguren zu Strippenziehern aufsteigen, gewinnt die Stimmung folkloristischer Hemdsärmeligkeit allmählich bedrohliche Nuancen. Doch bis zum Schluss bleibt der Tonfall luftig und von melancholischem Humor durchzogen – was die allerletzte Scheußlichkeit umso erschütternder macht.“